# Viêng Xay
Viêng Xay là một huyện (muang, mường)  thuộc tỉnh Hủa Phăn ở đông bắc Lào.